# Nowodwory (Ciechanowiec)
Nowodwory – część miasta Ciechanowca położona w jego północnej części. Rozpościera się w o okolicy ulicy Pałacowej, na prawobrzeżnej części miasta.
Do 1952 roku była to południowo-wschodnia część wsi Nowodwory. 1 lipca 1952 wyłączono ją z gminy Klukowo w powiecie wysokomazowieckim i włączono do Ciechanowca w powiecie siemiatyckim.